# Jan Václav Vratislav z Mitrovic
Hrabě Jan Václav Vratislav z Mitrovic (německy Johann Wenzel Graf Wratislaw von Mitrowitz, 25. listopadu 1670 Praha – 5. prosince 1712 Vídeň[chybí lepší zdroj]) byl český šlechtic z rodu Vratislavů z Mitrovic. Působil jako politik, diplomat a 51. český velkopřevor řádu Maltézských rytířů se sídlem v Praze.

## Život

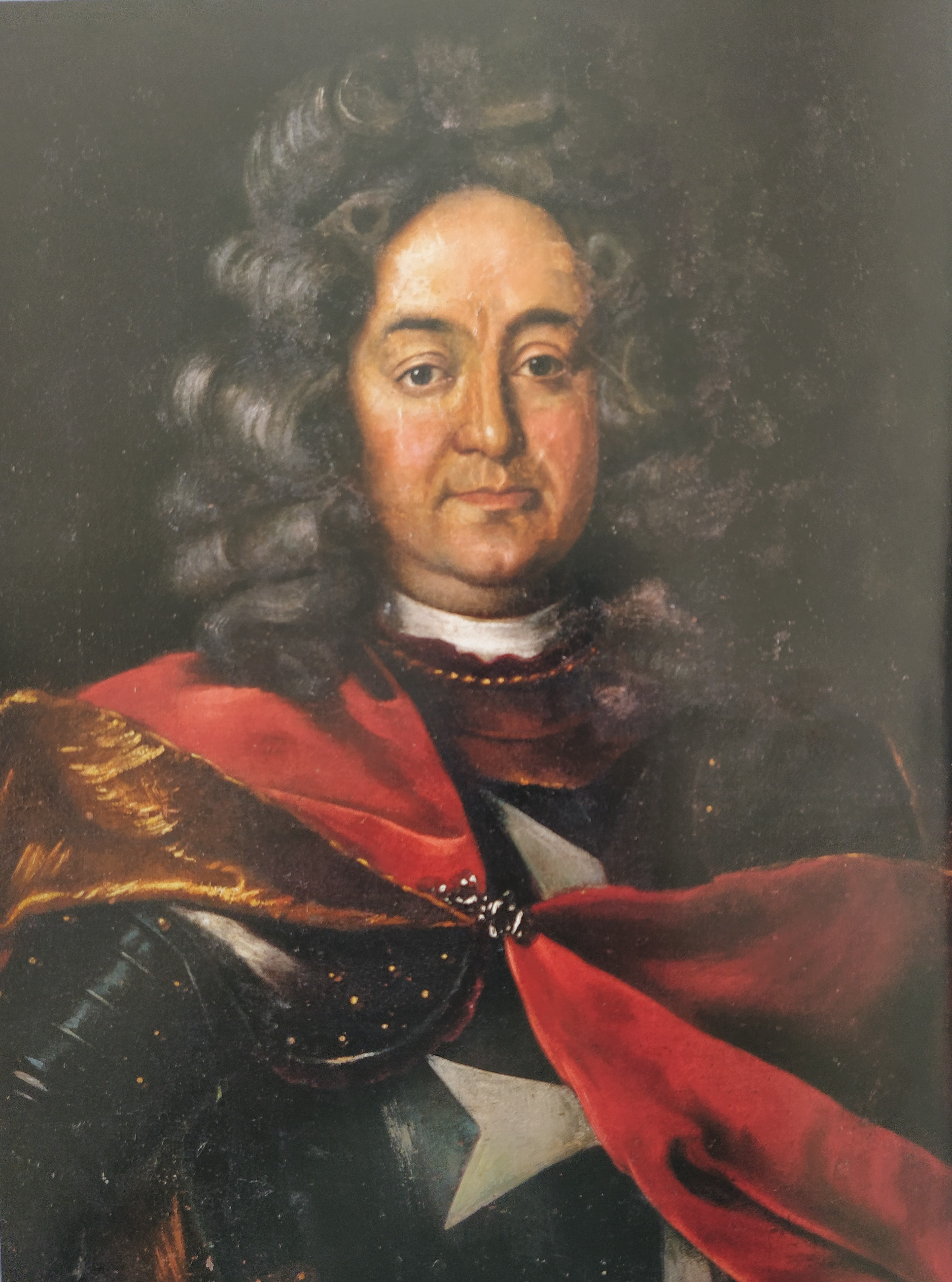
Jan Václav Vratislav z Mitrovic v uniformě rytíře Maltézského řádu (sbírky zámku Dírná)

Hrabě Jan Václav Vratislav z Mitrovic pocházel z českého šlechtického rodu Vratislavů z Mitrovic. Byl nejstarším synem hraběte Kryštofa Františka Vratislava z Mitrovic († 1689) z protivínské linie, místodržícího, tajného rady a prezidenta české komory, zakladatele Vratislavského paláce a Vratislavské zahrady, a jeho manželky Marie Alžběty z Valdštejna (po 1644–1687). S podporou svého strýce hraběte Kinského se stal v roce 1695 členem rakouské dvorní kanceláře. 
Na počátku 18. století vykonával funkci diplomata v Londýně a Haagu, kde se spolupodílel na vytvoření protifrancouzské aliance. 7. září 1701 podepsal Haagskou smlouvu, poté, co si ještě před vyjednáváním realisticky uvědomil, že Rakousko by mohlo jen stěží získat celé španělské dědictví. Byl rádcem, přítelem a častým politickým spojencem rakouského vojevůdce Evžena Savojského, jenž s ním mnohokrát konzultoval své záměry. Před bitvou u Höchstädtu se mu podařilo přimět anglického vojevůdce vévodu z Marlborough k vojenské pomoci maršálovi Evženu Savojskému, sám přitom aktivně napomáhal při koordinaci činnosti obou armád. Po dobytí Bavorska jej Evžen Savojský navrhoval na funkci nejvyššího místodržitele, nakonec však tento post obsadil oblíbenec císařského dvora, hrabě z Löwenstein-Wertheimu.
Po smrti císaře Leopolda v roce 1705 jmenoval jeho nástupce Josef I. Jana Václava českým kancléřem a císařským poradcem pro otázky zahraniční politiky. O císařovu přízeň přitom soupeřil s Josefovým vychovatelem, knížetem Karlem Theodorem ze Salmu. Po smrti císaře Josefa se Jan Václav stal ministrem v radě regentky Eleanory Magdaleny. Josefova bratra Karla poté přemluvil k návratu z Katalánska, kde se Karel pokoušel bojovat o španělský trůn v rámci války o dědictví španělské. Ten, jako císař Karel VI., posléze Vratislava potvrdil v jeho úřadech.

### Smrt a náhrobek

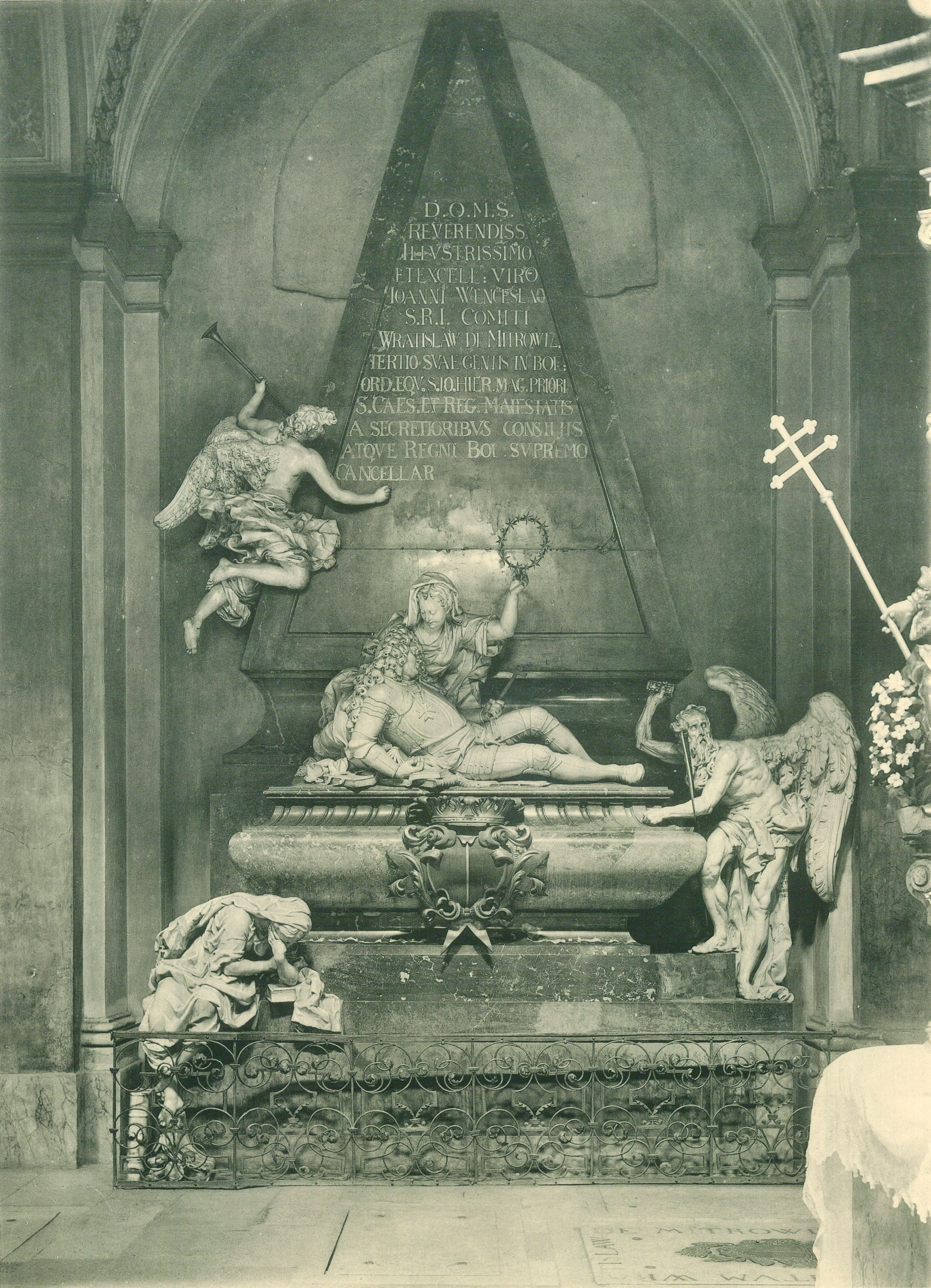
Náhrobek, v podlaze vstup do hrobky (foto Bellmann 1880)

Jan Václav Vratislav zemřel bezdětný 5. prosince 1712 na vodnatelnost a byl pochován v Praze v kostele sv. Jakuba Většího na Starém Městě pražském.
Vrcholně barokní náhrobek z let 1714–1716, je přistaven ke stěně v levé lodi kostela. Autorem architektonické kulisy pomníku o výšce více než 8 metrů, byl Johann Bernard Fischer z Erlachu (1656–1723), ideový koncept figur vytvořil C.G. Heraeus. Jméno sochaře je vytesáno na draperii boha Saturna (Chróna): HAE STATUAE FACTAE A BROKOFF. 1716. Sochy jsou vytesané z pískovce a štafírované vrstvou jemného štuku (boloňská křída) a laku v barvě bílého mramoru. Vytvořil je Ferdinand Maxmilián Brokof (1688–1731). Jádro náhrobku je z červeného mramoru. Dolní a střední část náhrobku tvoří podstavec a sarkofág, který je pouhým kenotafem, protože skutečný hrob je v podlaze před ním. Poprseň sarkofágu zdobí plastický erb Vratislavů z Mitrovic. Horní část tvoří plochý trojúhelný obelisk. Na památníku je osazeno pět soch. Postava zesnulého kancléře v plátové zbroji leží na sarkofágu, pravicí se dotýká knihy, levice svírá křížek. Jeho hlavu podpírá ženská alegorie Slávy, v levé zdvižené ruce svírá hvězdnatý věnec. Na soklu vlevo sedí plačící alegorie Vědy (nebo Kontemplace), vpravo je socha boha času Saturna (Chróna) s plnovousem, v pravici pozdvihuje přesýpací hodiny a kdysi měl i kosu. Nahoře nalevo přilétá okřídlený anděl-Fáma s tubou a vrývá do obelisku jméno a tituly zemřelého.

## Majetky
V okolí Prahy vlastnil panství Malešice a Jince, které získal jako dědictví po otci, a v Praze dům na Starém Městě a palác na Malé Straně. Na konci života měl také příjmy z uherského hlohoveckého panství a z velkopřevorství řádu maltézských rytířů v Čechách.